# كوفي بوا
كوت ديفوار لاعب كرة قدم افواري.

## روابط خارجية
كوفي بوا على موقع قاعدة بيانات كرة القدم.إي يو (الإنجليزية)
- كوفي بوا على موقع Soccerway.com (الإنجليزية)